# خات
خات  یک منطقهٔ مسکونی در امارات متحده عربی است که در رأس‌الخیمه واقع شده‌است.

## خصوصیات
خات   ۶۲۹ متر بالاتر از سطح دریا واقع شده‌است.